# Fish Tank
Fish Tank ist ein britisches Filmdrama von Andrea Arnold aus dem Jahr 2009. Es wurde am 14. Mai 2009 auf den Filmfestspielen in Cannes uraufgeführt. Der Film erhielt dort gemeinsam mit dem südkoreanischen Beitrag Durst den Preis der Jury und war im Wettbewerb um die Goldene Palme vertreten.

## Handlung
Die 15-jährige Mia hat die Schule abgebrochen. Ihre einzige große Leidenschaft ist Hip-Hop-Tanz und eine alte Mähre an der Kette, deren Schloss sie zu zerschlagen sucht. Zusammen mit ihrer kleinen Schwester Tyler lebt Mia in prekären Verhältnissen bei ihrer alleinstehenden Mutter Joanne im englischen Essex. Eines Tages bringt diese ihren neuen Freund Connor mit nach Hause, der rasch die Vaterrolle für die beiden Mädchen übernimmt. Er unterstützt Mia darin, sich für ein Tanzcasting zu bewerben. Mia verliebt sich bald in Connors gewinnende Art, die sich sehr von der lieblosen Behandlung durch die alkoholkranke Mutter unterscheidet.
Während Joanne eines Abends betrunken im Bett liegt, verführt Connor Mia. Am nächsten Morgen ist Connor verschwunden, ohne Abschied zu nehmen. Mia sucht umgehend Connors Zuhause auf und bricht dort ein. Entsetzt stellt sie fest, dass Connor verheiratet ist und selbst eine kleine Tochter hat. Als er mit seiner Familie nach Hause kommt, flüchtet sie und entführt kurz darauf Connors Tochter Keira, die sie zufällig auf der Straße trifft. Ziellos wandern sie durch die Felder an der Küste. Als das Mädchen unruhig wird und wieder nach Hause will, wird Mia wütend. Es kommt zum Streit, und schließlich stößt Mia das Kind in tiefes Wasser und kann es nur mit knapper Not wieder herausziehen. Zur Besinnung gekommen, bringt sie das durchnässte und frierende Kind bis zum Elternhaus zurück. Wenig später, es ist längst dunkel, spürt Connor sie auf, rennt ihr über eine Wiese nach, versetzt ihr wortlos eine heftige Ohrfeige und geht wieder. Mia bleibt verdattert auf der Wiese sitzen.
Am nächsten Tag entpuppt sich Mias ersehntes Tanzcasting als billige Table-Dance-Veranstaltung. Kommentarlos verlässt sie die Bühne, ohne ihren tagelang geprobten Tanz zu zeigen. Tief erschüttert vernimmt sie die Botschaft, dass ihr geliebtes Pferd den Gnadenschuss erhielt. Um der Einweisung in ein Mädcheninternat zu entgehen, verlässt Mia ihre Familie. In Wales will sie gemeinsam mit ihrem Freund Billy ein neues Leben beginnen, ihre kleine Schwester winkt ihr zum Abschied hinterher.

## Soundtrack
Eine zentrale Rolle im Soundtrack des Films hat der Popsong „California Dreamin’“ in der Coverversion von Bobby Womack (1968). Es ist Connors Lieblingssong, zu dessen Begleitung Mia ihre Tanzprobe für das Casting vorbereitet. Des Weiteren fand die Musik von Cassie, Ryan Leslie, Steel Pulse, Eric B. & Rakim, Ja Rule, Wiley, Robin S., James Brown, Paul St. Hilaire, Gang Starr, Jesse McCartney, Jay Sean, UK Apachi & Shy FX und Nas Verwendung im Soundtrack.

## Kritiken
Fish Tank wurde von den Kritikern positiv aufgenommen. Das deutsche Filmportal kino.de bescheinigte Andrea Arnold ein gutes Händchen für Realdramen und hob insbesondere die „überragende Performance“ von Katie Jarvis hervor.
Peter Bradshaw vom englischen Guardian lobte die Leistung der Regisseurin Andrea Arnold und bezeichnete sie als natürliche Nachfolgerin („natural successor“) von Ken Loach. Die Leistung der Hauptdarstellerin Katie Jarvis, ihre Beziehung zu dem von Michael Fassbender dargestellten Connor, gebe dem Film seinen Herzschlag.
Thorsten Funke von critic.de meinte, es handle sich hier um einen vielschichtigen Film voller ambivalenter Figuren. Auch er betonte die starke Leistung der jungen Laiendarstellerin: „Die widerstreitenden Gefühle auf dem Gesicht von Katie Jarvis zu lesen, die hier ihre erste Filmrolle spielt, ist sensationell.“

## Veröffentlichungen
Der Film startete am 23. September 2010 in den deutschen Kinos. Am 25. Februar 2011 erschien der Film auf DVD, im Bonusmaterial ist auch der Kurzfilm Wespen der Regisseurin Andrea Arnold enthalten. Erstausstrahlung war am 1. April 2012 in der ARD.

## Auszeichnungen
Internationale Filmfestspiele von Cannes 2009
- Preis der Jury
- Nominiert für die Goldene Palme

British Independent Film Awards 2009
Gewinner in den Kategorien
- Beste Regie (Andrea Arnold)
- Beste Hauptdarstellerin (Katie Jarvis)

Nominierungen in den Kategorien
- Bester Britischer Independent Film
- Bestes Drehbuch (Andrea Arnold)
- Bester Nebendarsteller (Michael Fassbender)
- Beste Nebendarstellerin (Kierston Wareing)
- Beste Technik – Kamera (Robbie Ryan)
- Bester Newcomer (Katie Jarvis)

Europäischer Filmpreis 2009
Nominiert in den Kategorien
- Beste Darstellerin (Katie Jarvis)
- Beste Regie (Andrea Arnold)
- Bester Film

Evening Standard British Film Award 2010
Nominiert in den Kategorien
- Bester Film
- Beste Nachwuchsdarstellerin (Katie Jarvis)

British Academy Film Awards 2010
- Bester britischer Film (Alexander Korda Award)

2016 belegte Fish Tank bei einer Umfrage der BBC zu den 100 bedeutendsten Filmen des 21. Jahrhunderts den 65. Platz. Eine weitere BBC-Umfrage unter 368 Filmexperten aus 84 Ländern wählte Fish Tank 2018 auf Platz 9 der besten Filme aller Zeiten, bei denen eine Frau Regie geführt hat.